# Zbyslav (jméno)
Zbyslav je mužské křestní jméno slovanského původu. Vykládá se jako „posilující slávu“ nebo také jako „kdo má hodně slávy, komu zbývá sláva“. Další variantou jména je Zbislav. Ženskou podobou jména je Zbyslava.
Podle staršího kalendáře má svátek 24. března.

## Zbyslav v jiných jazycích
- Polsky: Zbysław

## Známí nositelé jména
- Zbyslav z Třebouně – otec Viléma Zajíce z Valdeka